# Експеримент «Маленький Альберт»
Експеримент «Маленький Альберт» або «Крихітка Альберт» — експеримент, проведений Джоном Б. Вотсоном і його асистентом Розалі Рейнер наприкінці 1919 року на території університету Джона Гопкінса. Головні цілі експерименту — довести істинність біхевіористичної теорії та за допомогою зовнішніх стимулів викликати психічну реакцію там, де її раніше не було у психічно стабільної дитини.
Процес експерименту було знято на відео і пізніше опубліковано.

## Процес
Вотсон і Райнер обрали для проведення експерименту дев'ятимісячну дитину з притулку. На початку дослідження Альберт пройшов низку базових емоційних тестів: дитині по черзі показували ручного білого щура, білого кролика, білу вату, маску Санта-Клауса з білою бородою, газету, яка горить, і бавовняну пряжу. Піддослідний не відчував почуття страху перед цими предметами. Через два місяці Вотсон і Райнер приступили до формування реакції страху в Альберта. Дитину помістили в центрі кімнати, поруч із нею поклали білого щура, з яким їй дозволяли погратися. У той момент, коли Альберт торкався щура, Вотсон бив залізним молотком по металевій пластині, перебуваючи в цей момент за спиною дитини. Це було зроблено для того, щоб малюк не бачив, звідки виходить звуковий сигнал. Після неодноразових повторень Альберт почав уникати контактів зі щуром, побачивши тварину, він починав плакати і швидко відповзав убік. Перший етап експерименту був завершений закріпленням рефлексу страху в дитини на щура. Щур, який спочатку був нейтральним стимулом, став викликати емоційний відгук.
Після п'ятиденної паузи дослідження продовжилося. Необхідно було провести перевірку - чи відбулося перенесення реакції страху на інші предмети, які демонструвалися Альберту поряд із білим щуром. З'ясувалося, що дитина справді відчувала сильний страх щодо білого кролика, бавовняної пряжі та маски Санта-Клауса, проте реакція виражалася різною мірою і не на всі предмети. Пізніше Вотсон і Райнер планували усунути всі викликані реакції страху, але дитину забрали з лікарні, де проводилося дослідження.

## Результати експерименту
Докладні результати експерименту були опубліковані в лютневому випуску журналу «Експериментальна психологія» за 1920 рік. Пізніше Вотсон провів серію лекцій, що описують процес проведення дослідження.
Що стосується етичних міркувань, то на момент проведення експерименту не існувало жодних перешкод щодо його здійснення на законодавчому рівні. Проте в 1970-х, коли стало відомо, що психологи зловживають подібними експериментами, було створено спеціальну комісію NCPHS, метою якої є захист прав людей, які беруть участь у психологічних експериментах. Відповідно до стандартів цієї комісії, експеримент «Маленький Альберт» не був би дозволений до проведення.

## Особистість «Маленького Альберта»
Достовірної інформації про те, як склалася подальша доля дитини, немає, але, згідно з деякими джерелами, справжньою особою «Крихітки Альберта» є Вільям Барґер. Його мати працювала в тій лікарні, де проводили експеримент, а племінниця Барґера заявила, що дядько все життя боявся собак, за що зазнавав глузувань з боку членів сім'ї. Дослідники, які займаються цим питанням, зазначили, що немає жодного способу перевірити, чи є ця фобія побічним ефектом експерименту, а також заявили, що Вільям Барґер не знав про свою роль як піддослідний.